# Baía das Gatas
Baía das Gatas és una vila al nord-est de l'illa de São Vicente a l'arxipèlag de Cap Verd. Està situada 8 kilòmetres a l'est de Mindelo. Pren el nom de la badia on està situada, també coneguda com a baía das Gatas. El nom de la badia es deu a l'abundància de peix gat (gata, gata-tubarões en portuguès, gata, gata-tubarois en crioll capverdià)

## Festival de música

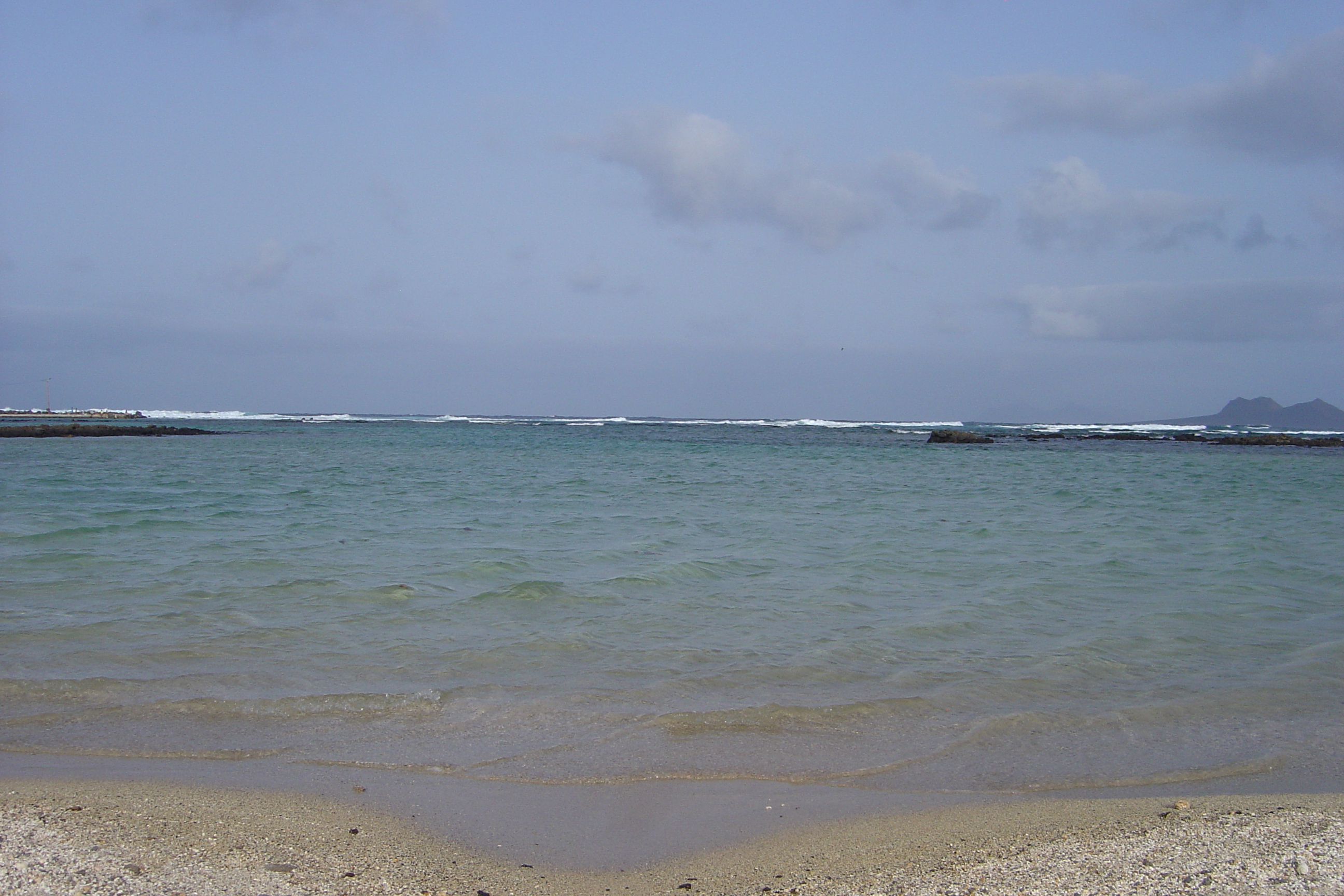
Platja Baía das Gatas, São Vicente, Cap Verd

Des de 1984 se celebra cada any el Festival de Música de Baía das Gatas en el cap de setmana de lluna plena d'agost a la platja de Baía das Gatas. Hi participen músics locals i internacionals.